# Sonic Chronicles: The Dark Brotherhood
Sonic Chronicles: The Dark Brotherhood (ソニッククロニクル：ダークブラザーフード, Sonikku , kuronikuru: Dākubura zāfūdo) é o primeiro jogo de RPG da série Sonic lançado para o Nintendo DS.

## Elenco
Heróis
- Sonic the Hedgehog - O herói novamente em ação contra uma nova ameaça.
- Tails - A raposa de duas caudas descobre segredos sinistros.
- Knuckles - Sabe que não é o único equidna vivo.
- Amy Rose - Com um namorado chamado Dexter, só para causar ciúmes em Sonic.
- Shadow the Hedgehog - Quer encontra Omega que desapareceu misteriosamente.
- Rouge the Bat - A morcega ladra quer jóias e descobre um segredo envolvendo Knuckles.
- E-123 Omega - O robô renegado de Eggman que sumiu misteriosamente.
- Eggman - Todos achavam que estava morto, mas ele reaparece, para não ver o mundo que almeja para si ser tomado por outro vilão.
- Shade the Echidna - Uma equidna fêmea que de início se torna inimiga dos heróis, mas fica revoltada com a atitude de seu chefe e se alia a eles.
- Cream the Rabbit - A coelhinha que voa e que quer encontrar seu chao Cheese que desapareceu.
- Big the Cat - Novamente querendo encontrar seu sapo de estimação sumido.

Vilões
- Lord Ix - Inimigo novo, pior que Eggman, ambicioso de poder, que dominar o mundo e o universo.

## Resumo
A história deste jogo começa em um passado distante. Há 4000 anos, um clã de Equidnas chamados Noctorius queria dominar o mundo inteiro, invadindo outros clãs e os escravizando para satisfazer as vontades e os caprichos do líder do clã, Lord Ix. Neste conflito, Pachacamac, o pai de Tikal, era um príncipe do seu clã e não tinha aquela ambição maligna que apresentou em Sonic Adventure, era na época um príncipe justo e bom, com seu exército combateu as ambições de Lord Ix e o aprisionou junto com seu clã em outra dimensão, mas Ix amaldiçoou Pachacamac de que um dia ele também passaria para o lado do mal, fato que aconteceu mais adiante. Porém nessa dimensão, Ix encontrou uma vantagem, havia povos nesse lugar que habitavam planetas, eles então invadiram esses planetas e os conquistaram, tornando-os seus escravos. Já nos tempos atuais, Ix sai de sua dimensão, já que o efeito do feitiço de Pachacamac que o selava havia terminado e ele estava livre novamente. Os Noctorius liderados por Ix começam a invadir a Terra em direção a Angel Island, roubando a Master Emerald e as esmeraldas do caos, fazendo a ilha cair no mar. Eles atacam a Egg Carrier, a fortaleza de Eggman fazendo-a explodir no ar. Sonic e seus amigos vão para ajudar Knuckles, mas era tarde demais. Shade, a equidna do Clã Noctorius achava que Ix estava do lado da justiça, mas fica revoltada ao vê-lo atacar inocentes e se alia ao Sonic Team. Shadow, Rouge e Omega se unem a seus amigos para combater a ameaça do Clã Noctorius, todos correm contra o tempo para salvar o Planeta.